# Перехід від дефлаграції до детонації
Перехід від дефлаграції до детонації стосується явища у займистих сумішах горючого газу та повітря (або кисню), коли відбувається раптовий перехід від дефлаграційного типу горіння до детонації.

## Опис
Дефлаграція характеризується дозвуковою швидкістю поширення полум'я, зазвичай значно нижчою за 100 м/с та відносно помірний надлишковий тиск, зазвичай нижче 50 кПа. Основним механізмом поширення горіння є фронт полум'я, який рухається вперед через газову суміш — технічною мовою зона реакції (хімічного горіння) просувається через середовище шляхом процесів дифузії тепла та маси. У своїй найбезпечнішій формі дефлаграція може бути просто спалахом полум'я.
На відміну від цього, детонація характеризується надзвуковою швидкістю поширення полум'я, можливо, до 2 км/с та значний надлишковий тиск, до 2 МПа. Основним механізмом поширення детонації є потужна хвиля тиску, яка стискає незгорілий газ перед хвилею до температури вище температури самозаймання. У технічному плані зона реакції (хімічного горіння) — це самозбуджувана ударна хвиля, де зона реакції та ударна хвиля збігаються, а хімічна реакція ініціюється стискаючим нагріванням, спричиненим ударною хвилею. Процес схожий на запалювання в дизельному двигуні, але набагато раптовіший та сильніший.
За певних умов, головним чином з точки зору геометричних умов (таких як часткове обмеження та численні перешкоди на шляху полум'я, що викликають турбулентні вихрові токи полум'я), дозвуковий фронт полум'я може розганятися до надзвукової швидкості, переходячи від дефлаграції до детонації. Точний механізм до кінця не зрозумілий, і хоча наявні теорії здатні пояснити та змоделювати як дефлаграцію, так і детонацію, станом на сьогодні не існує теорії, яка може передбачити явище переходу.

## Приклади
Перехід від дефлаграції до детонації був характерною рисою кількох великих промислових аварій:
- Вибух хмари пропану у Порт-Гудзоні в 1970 році
- Катастрофа у Фліксборо
- Катастрофа на заводі Філліпс 1989 року в Пасадені, штат Техас
- Пожежа на нафтовому сховищі у Бансфілді
- Вибухи в порту Бейрута 2020 року

## Застосування
Це явище використовується в імпульсних детонаційних двигунах, оскільки детонація призводить до ефективнішого згоряння реагентів, ніж дефлаграція, тобто дає вищий вихід енергії. У таких двигунах зазвичай використовується спіраль Щелкіна в камері згоряння для полегшення переходу від дефлаграції до детонації.
Цей механізм також знайшов застосування в термобаричній зброї.

## Супутні явища
Аналогічний перехід від дефлаграції до детонації також був запропонований для термоядерних реакцій, відповідальних за виникнення наднових. Цей процес отримав назву «вуглецева детонація».